# Шахматы Капабланки
|   | a               | b               | c                     | d               | e               | f                | g               | h                 | i               | j               |   |  |
| 8 | a8 чёрная ладья | b8 чёрный конь  | c8 чёрный архиепископ | d8 чёрный слон  | e8 чёрный ферзь | f8 чёрный король | g8 чёрный слон  | h8 чёрный канцлер | i8 чёрный конь  | j8 чёрная ладья | 8 |  |
| 7 | a7 чёрная пешка | b7 чёрная пешка | c7 чёрная пешка       | d7 чёрная пешка | e7 чёрная пешка | f7 чёрная пешка  | g7 чёрная пешка | h7 чёрная пешка   | i7 чёрная пешка | j7 чёрная пешка | 7 |  |
| 6 | a6              | b6              | c6                    | d6              | e6              | f6               | g6              | h6                | i6              | j6              | 6 |  |
| 5 | a5              | b5              | c5                    | d5              | e5              | f5               | g5              | h5                | i5              | j5              | 5 |  |
| 4 | a4              | b4              | c4                    | d4              | e4              | f4               | g4              | h4                | i4              | j4              | 4 |  |
| 3 | a3              | b3              | c3                    | d3              | e3              | f3               | g3              | h3                | i3              | j3              | 3 |  |
| 2 | a2 белая пешка  | b2 белая пешка  | c2 белая пешка        | d2 белая пешка  | e2 белая пешка  | f2 белая пешка   | g2 белая пешка  | h2 белая пешка    | i2 белая пешка  | j2 белая пешка  | 2 |  |
| 1 | a1 белая ладья  | b1 белый конь   | c1 белый архиепископ  | d1 белый слон   | e1 белый ферзь  | f1 белый король  | g1 белый слон   | h1 белый канцлер  | i1 белый конь   | j1 белая ладья  | 1 |  |
|   | a               | b               | c                     | d               | e               | f                | g               | h                 | i               | j               |   |  |

Шахматы Капабланки — вариант шахмат, предложенный Капабланкой для спасения от ничейной смерти, которая, как считал Капабланка, угрожает классическим шахматам.

## Фигуры и правила
В шахматах Капабланки используется игровая доска размером 10×8 полей (положение доски — широкими сторонами к игрокам). Фигуры аналогичны шахматным, но добавлены две комбинированные фигуры: канцлер и архиепископ и, соответственно, две дополнительные пешки.
- — Канцлер — комбинированная фигура, сочетающая в себе возможности коня и ладьи.
- — Архиепископ — комбинированная фигура, сочетающая функции коня и слона.

В начале игры фигуры расставляются аналогично классическим шахматам, канцлер ставится на вертикали h, архиепископ — на вертикали c. Все правила игры аналогичны классическим, за исключением того, что при рокировке король передвигается не на два поля в сторону ладьи, а на три.

## История создания
Несмотря на распространённую недоброжелателями Капабланки легенду о том, что он предложил изменение правил, будучи раздосадован проигрышем Алехину, в действительности Капабланка начал заниматься проектированием новых вариантов шахмат ещё в годы, когда он был действующим чемпионом. Основным мотивом для этой работы было опасение в скором наступлении ничейной смерти классических шахмат. В годы первенства Капабланки в мировых шахматах действительно шёл процесс быстрого развития шахматной теории и одновременно быстро росла доля ничейных партий в соревнованиях сильных шахматистов. Это давало повод для опасений, что вскоре теория достигнет такого уровня, когда любой, кто овладеет ею в достаточной мере, сможет свести партию вничью против любого противника.

## Варианты
Описанный выше вариант — окончательный. Но разработка новых шахмат велась Капабланкой несколько лет, существовали и другие варианты изменённой игры.
- В одном из предложенных Капабланкой вариантов новых шахмат игра велась на доске размером 16×12 полей, каждый игрок имел удвоенный комплект шахматных фигур: четыре ладьи, четыре слона, четыре коня, два ферзя, два короля и шестнадцать пешек. Все фигуры ходили по обычным шахматным правилам, только пешка могла на первом ходу пойти сразу на четыре поля (белая — со второй на шестую горизонталь, чёрная — с одиннадцатой на седьмую). Для победы требовалось поставить мат любому из королей противника. Капабланка опробовал этот вариант в 1929 году в экспериментальном матче с Г. Мароци. Партии длились не менее сотни ходов, занимая по 12—15 часов каждая.
- Игра на доске 10×10. Комплекты фигур — по одному обычному шахматному плюс канцлер и архиепископ. Канцлер располагался на доске непосредственно справа от короля (вертикаль g), архиепископ — слева от ферзя (вертикаль d). Пешка первым ходом могла пойти на три поля (белая — со второй на пятую горизонталь, чёрная — с девятой на шестую). Взятие на проходе допускалось, если пешка при «длинном» первом ходе на любое число клеток проходила мимо стоящей на соседней вертикали пешки противника.
- Доска 10×8, фигуры и расстановка аналогичны предыдущему варианту, пешка ходит как в шахматах.
- Доска 10×10, канцлер и архиепископ находятся на вертикалях h и c соответственно. Прочие правила как в первом варианте игры на стоклеточной доске.

## Предшественники и потомки шахмат Капабланки
Подобные варианты шахмат создавались и ранее. Первый из известных — Шахматы Карреры.
Существует два современных модифицированных варианта шахмат Капабланки: Gothic Chess и Grand Chess.